# دوروگورسکویه
دوروگورسکویه (به لاتین: Dorogorskoye) یک منطقهٔ مسکونی در روسیه است که در استان آرخانگلسک واقع شده‌است.